# Машина на Руб Голдбърг
Машина на Руб Голдбърг (Rube Goldberg Machine) е нарицателно на прекалено сложно устройство, реализиращо много проста работа, измишльотина, която върши много действия, с незначителен краен резултат. Това е синоним на ненужно усложнена работа или машина с минимален ефект. Като правило по-голямата част от действието на машината се осъществява от поредица верижни реакции, свързани последователно на принципа на доминото. Крайният резултат често пъти е съвсем неочакван за страничния наблюдател.

## Произход
Кръстник на подобен тип машини е станал американският карикатурист и изобретател Руб Голдбърг (1883 – 1970)
С течение на годините изразът навлиза все по-широко в масова употреба и се използва дори в сферата на политиката и законодателството „републиканецът Бил Томас е своеобразен Руб Голдбърг на законодателната реформа“.
През ХХ век било популярно карикатуристите да използват много сложни нарисувани конструкции, които уж извършват много проста работа, с което целели постигането на комичен и сатиричен ефект. Сред най-успешните и всепризнати майстори в тази област бил американският художник Руб Голдбърг, който имал и инженерно образование. Едни от най-ефектните му измишльотини са свързани с любознателния, но смахнат професор Луцифер Дънеров (Lucifer Butts). Неговите работи стават толкова популярни, че през 1931 г. името му е включено в речника на Уебстър като епитет за нещо много просто, извършвано по ненужно сложен начин.
Най-емблематичната карикатура е за самозадвижващата се салфетка. Когато професорът си вдигне лъжицата A да сръбне супа, опъва шнура B, който от своя страна дръпва лъжичката C. От нея нагоре подхвръква бисквитка D, която трябва да бъде уловена от папагалчето E, при което завърта летвичката F, а от това семената, прикрепени за чашка на другия край на летвичката се изсипват в кофичка M, която накланя лоста I, а въжето, прикрепено към него, отваря и задейства запалката J. Огънят от запалката подпалва фитила на малката ракета K, която има прикрепен на задния си край сърп L и, излитайки, този сърп прерязва връвчицата. Връвчицата освобождава махалото на стенния часовник, за което е закрепена салфетка, която, люлеейки се, изтрива мустаците на професора.

## Подобни изрази в различните страни
Терминът Машина на Руб Голдбърг се използва предимно в САЩ и Канада, където са били популярни неговите карикатури. Много други страни обаче си имат свои изрази за подобни случаи.
Малко преди американския си колега английският художник Уилям Хийт Робинсън (William Heath Robinson, 1872 – 1944) иронизира ХІХ век – век на неудържима техническа революция, – публикувайки във вестниците карикатури на откачени изобретения, които по невероятно сложен и объркан начин водят до съвсем незначителен и смешен резултат. Става известен най-вече с илюстрацията си на книгата на Норман Хантър (Norman Hunter) за ексцентричния и крайно разсеян изобретател – професор Брейнстоум (Professor Branestawm). Затова във Великобритания подобни механизми са известни като „машина на Робинсън“.
В Австралия карикатуристът Брус Пети (Bruce Petty, р.1929 г.) е намерил начин да изобрази такива абстрактни теми като икономиката, международните отношения и др. социални аспекти с помощта на сложни взаимно-блокиращи се машини, които манипулират или се манипулират от хора.
В Германия такива машини носят названието „Какво прави след това машината“ („Was-passiert-dann- Maschine“), дошло от детското ТВ шоу („Sesame Street“).
В Норвегия подобни машини се асоциират с мултипликационния персонаж Реодор Фелген, който постоянно изобретява всевъзможни механизми от подръчни средства, които е цяло чудо как тръгват да работят. Дело е на талантливия карикатурист Чел Аукруст (Kjell Aukrust, 1920 – 2002).
В Дания подобни механизми се наричат „машина на Сторм П“, по името на популярния датски художник Роберт Сторм Петерсен (Robert Storm Petersen, 1882 – 1949), използвал често псевдонима „Сторм П“.
В испанско говорещите страни ненужно сложните машини ги наричат „Изобретение на ТВО“ (Inventos del TBO /tebeo/), по името на испанското списание с комикси „ТВО“, където група художници представят пред изумените читатели „великите изобретения на професор Франц от Копенхаген“.
В Турция подобни устройства са известни като Zihni Sınır Proceleri, по името на професора, който постоянно ги измисля Zihni Sınır (Раздразнителния ум). Измислен е от находчивия карикатурист Ирфан Саяр през 1977 г. за списанието с комикси „Gırgır“, който впоследствие създава собствено студио, проектиращо и продаващо работещи модели на карикатурните механизми.
В Индия детският писател и хуморист Сукумар Рай (Sukumar Ray, 1887 – 1923), в стихотворението си „Странно и случайно“, разказва за един чичо, който създава абсурдно сложни машини, така че в разговорния бенгалски се разпространява означението „Чичово изобретение“ за сложна, но безполезна конструкция.
В Япония се използва понятието „Питагорийски устройство“ или „Питагорийски превключвател“, дошло от популярно ТВ шоу, представящо подобни конструкции. Има и още едно близко понятие – „тиндогу“. То обаче се отнася за всякакви малополезни и съвсем безполезни изобретения, независимо от тяхната сложност.
В Чехия се използва думата „ракетоплан“ („Raketoplán“), най-вече в електронната и ИТ промишленост, с която се охарактеризират прости задачи, решени по ненужно сложен и скъп начин.
В България няма обособен термин – нито технически, нито жаргонен, – който да указва на подобен тип ненужно сложни, обаче слабо ефективни устройства. В повечето случаи се употребява разговорната дума „сложнотѝя“. Но често в ироничен план се използват и изрази като „ракетна инсталация“ или „ракетна установка“. И понастоящем в техническите ни университети могат да се чуят фрази от рода: „Ти какво си направил в курсовата работа: напоителна система или ракетна установка?“, „Какво ще задвижваш с тая сложна схема: паркинг бариера или космическа совалка?“

## Конкурси за най-впечатляваща машина на Руб Голдбърг
Сложността винаги е била бреме в живота на хората, но по необясним начин обсебва човешките умове и ги кара с нестихващо любопитство да вникват в отделните детайли и да анализират един по един.
Може би затова се роят и конкурсите за построяване на машина на Голдбърг.
През 1949 г. била поставена традицията на състезанията по построяване на подобен тип машини в Университета Пардю в Индиана, САЩ (Purdue University) между студентските братства от инженерите на Триъгълнитка и отдела Пи на техническото братство Тета Тау. Съревнованията се провеждали ежегодно до 1956 г., когато били временно прекратени. През 1983 конкурсът би възроден от отдела Пи, но вече с участието на всички студенти от университета, а от 1988 г. добил национален статут – с участието на всички победители от местните конкурси. През 2009 г. отдела Епсилон на същото братство Тета Тау създало аналогичен ежегоден конкурс в Калифорнийския университет в Бъркли.
Понастоящем машината на Руб Голдбърг се използва не само в карикатурен или учебен план, но влиза в доста успешни рекламни или песенни видеоклипове.